# معاهدة برن
معاهدة برن (رسميا معاهدة تشكيل الاتحاد البريدي العام) وقعت في عام 1874 وأنشأ الاتحاد البريدي العام الذي يعرف باسم الاتحاد البريدي العالمي.
سميت على اسم المدينة السويسرية برن حيث تم التوقيع عليها وكانت المعاهدة نتيجة لمؤتمر دولي عقدته الحكومة السويسرية يوم 15 سبتمبر 1874. حضر المؤتمر ممثلون عن 22 دولة. أعدت خطط لعقد المؤتمر من قبل هاينريش فون ستيفان وهو مسؤول البريدي الألماني.
في 9 أكتوبر 1874 تم التوقيع على المعاهدة. دعيت في الاصل الاتحاد البريدي العام والمنظمة أنشئت بموجب معاهدة تم تغيير اسمها الاتحاد البريدي العالمي في عام 1878 بسبب أعضائها الكثر.
كان الغرض من المعاهدة توحيد الخدمات والأنظمة البريدية المختلفة بحيث يمكن تبادل البريد الدولي بحرية. كانت الدول الموقعة على المعاهدة الإمبراطورية الألمانية والإمبراطورية النمساوية المجرية وبلجيكا والدنمارك ومصر وإسبانيا والولايات المتحدة والجمهورية الفرنسية الثالثة والمملكة المتحدة ومملكة اليونان ومملكة إيطاليا ولوكسمبورغ وهولندا ومملكة البرتغال والممالك المتحدة والإمبراطورية الروسية وإمارة صربيا والاتحاد بين السويد والنرويج وسويسرا والدولة العثمانية.
يوم البريد العالمي الآن في 9 أكتوبر إذ يشير إلى التاريخ الذي تم التوقيع على المعاهدة.
تم تعديل معاهدة برن عدة مرات. في 10 يوليو 1964 أدرج الاتحاد البريدي العالمي المعاهدة حيز دستور جديد للاتحاد البريدي العالمي.